# Georg Winckler (Kaufmann)

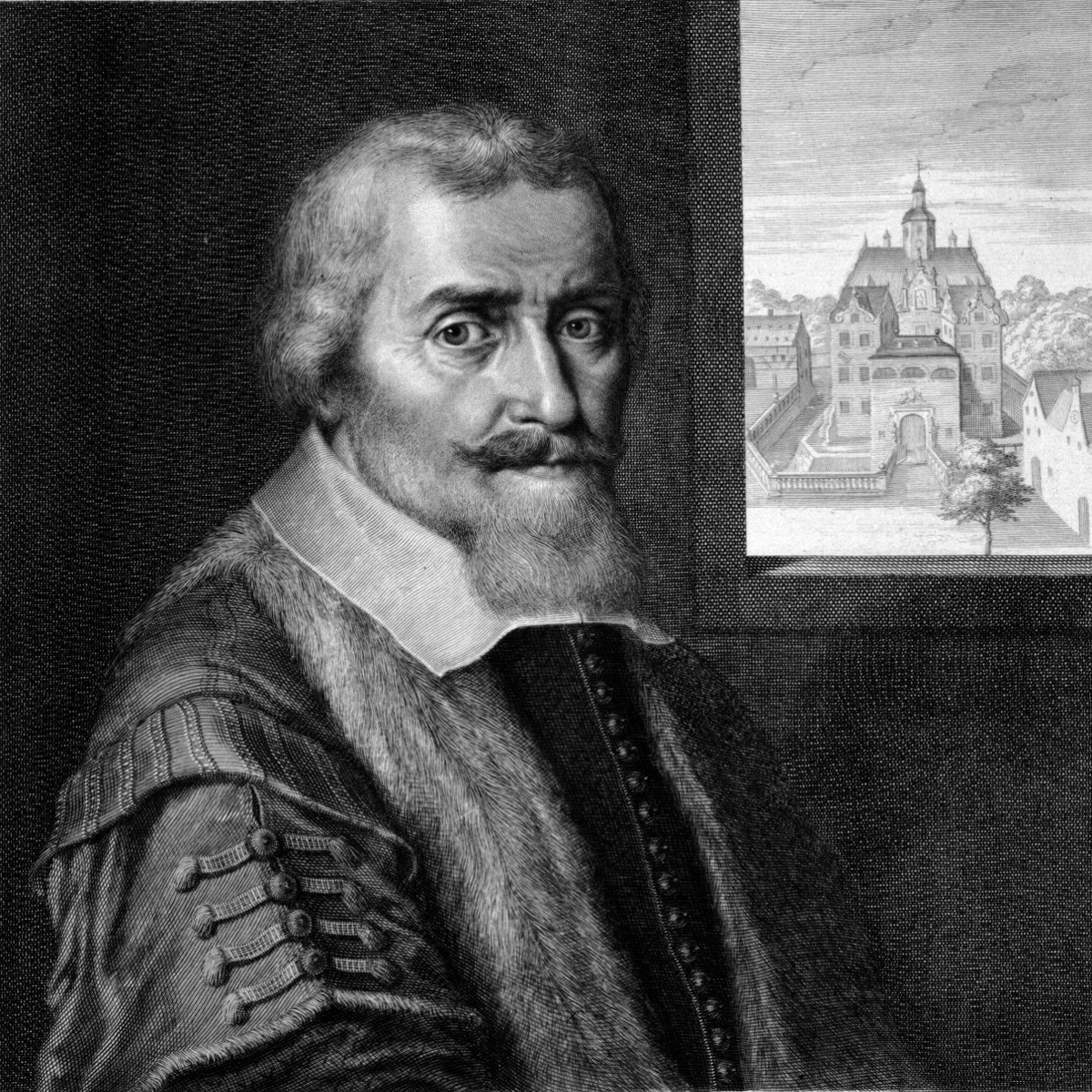
Georg Winckler

Georg Winckler, seit 1650 von Dölitz (* 3. April 1582 in Salzwedel; † 10. Januar 1654) war ein Leipziger Kaufmann, der zum Ursprung einer im Leipziger Raum verbreiteten Adelsfamilie wurde.

## Leben
Georg Winckler wurde 1604 Leipziger Bürger und handelte mit Seiden- und anderen Waren. Seine Einkünfte erlaubten ihm, 1636 das südlich von Leipzig gelegene Rittergut Dölitz mit einem Renaissance-Schloss von dem durch Schäden im Dreißigjährigen Krieg in Verschuldung geratenen Christoph von Crostewitz für 28.000 Gulden zu erwerben. Es sollte fast 300 Jahre in Familienbesitz bleiben. Zum Gut Dölitz gehörten das Vorwerk Meusdorf und grundherrschaftlich auch das Dorf Stünz nordöstlich von Leipzig.
Er war über den Kauf hinaus in der Lage, das heruntergekommene Schloss in den Jahren 1636 bis 1640 mit Hilfe Leipziger Baumeister gründlich zu erneuern. 1649/50 sanierte er die zum Gut gehörende Dölitzer Mühle und rekonstruierte das Wehr. Ebenfalls um diese Zeit parzellierte er den an der Bornaischen Straße gelegenen Dölitzer Floßplatz für Straßenhäuser, da die Flößerei seit Anfang des 17. Jahrhunderts nicht mehr über die Pleiße, sondern über den Elsterfloßgraben erfolgte.
Am 25. November 1650 wurde Georg Winckler durch den Namenszusatz von Dölitz gemeinsam mit seinen Söhnen Benedict, Andreas, Heinrich und Paul aufgrund geleisteter Kriegsdienste vom Kaiser Ferdinand III. in Wien in den Reichsadelsstand erhoben. Sie erhielten das Privilegium Denominandi, dessen Anwendung in der Folge nur durch den Sohn Andreas, der das väterliche Rittergut Dölitz übernommen hatte, und dessen Nachkommen fortgesetzt wurde. Er nannte sich jedoch nicht von Dölitz, sondern Andreas von Winckler und errichtete das Torhaus in der bis heute erhaltenen Form. In den anderen Zweigen der Familie erfolgten aber später einzelne Adelserneuerungen. Die zahlreichen Mitglieder der folgenden Generationen waren auf vielen Gebieten tätig. Sie machten Karriere in der landesherrlichen Verwaltung, beim Militär und als Kaufleute. Die Familie stellte im 17. und 18. Jahrhundert mehrere Ratsherren, Baumeister, Stadthauptleute und Bürgermeister der Stadt Leipzig. Sie waren Juristen und Universitätsprofessoren.

## Familie
Georg Winckler war zwei Mal verheiratet, von 1610 bis 1612 mit Elisabeth, geb. Fächer, die vermutlich im Kindbett starb und von 1613 bis 1642 mit Ursula, geb. Schacher. Aus erster Ehe stammte der Sohn Georg (1612–1637) und aus der zweiten die Söhne Benedikt (1621–1688), Andreas (1623–1675), Heinrich (1628–1704) sowie Paulus (1630–1651).